# George Lincoln Rockwell
George Lincoln Rockwell (Bloomington, 9 de março de 1918 – Condado de Arlington, 25 de agosto de 1967) foi um político neonazista americano. Em 1959, ele foi exonerado da Marinha dos Estados Unidos por causa de suas visões políticas, e depois disso fundou o Partido Nazi Americano.

## Carreira
Rockwell negou o Holocausto e acreditava que Martin Luther King Jr. era um peão de judeus comunistas que supostamente queriam controlar a comunidade branca do país. Ele culpou os judeus pelo movimento dos direitos civis. Ele considerou Hitler como o "salvador branco do século XX". Ele via os negros como uma "raça primitiva e letárgica que desejava apenas prazeres simples e uma vida de irresponsabilidade" e apoiou o reassentamento de todos os afro-americanos em um novo estado africano a ser financiado pelos governo dos Estados Unidos. Como defensor da segregação racial, ele concordou e citou muitos líderes do movimento nacionalista negro, como Elijah Muhammad e Malcolm X. Nos anos posteriores, Rockwell tornou-se cada vez mais alinhado com outros grupos neonazistas, liderando o União Mundial de Nacional-Socialistas.
Em 25 de agosto de 1967, Rockwell foi baleado e morto em Arlington por John Patler, um ex-membro descontente de seu partido.